# Huizinga Instituut
Het Huizinga Instituut is een landelijke onderzoeksschool voor cultuurgeschiedenis. Het Huizinga Instituut is vernoemd naar de Nederlandse historicus Johan Huizinga.  
De onderzoeksschool is in februari 1995 formeel ingesteld, en verzorgt de opleiding van promovendi en researchmaster-studenten. Daarnaast stimuleert het cultuurhistorisch onderzoek in de breedste zin van het woord. De Universiteit van Amsterdam fungeerde vanaf de oprichting tot 2018 als penvoerder van het instituut, daarna heeft de Universiteit Utrecht het stokje overgenomen.